# Emmeduranki
Emmeduranki auch En-men-dur-ana aus der Stadt Zimbir (die heute als Sippar bekannt ist) war ein alter, (legendärer) sumerischer König, dessen Name in der sumerischen Königsliste als siebter prädynastischer König von Sumer erscheint. Er war auch Gegenstand von Mythen und Legenden und soll 21.000 Jahre lang regiert haben.

## Bedeutung
Sein Name bedeutet „Häuptling der Mächte von Dur-an-ki“, während „Duran - ki“ wiederum „der Treffpunkt von Himmel und Erde“ bedeutet (wörtlich „Band von Oben und Unten“).
Die Stadt Sippar in En-men-dur-ana war mit der Verehrung des Sonnengottes Utu verbunden, der später in der semitischen Sprache Shamash genannt wurde. Die sumerische und babylonische Literatur schrieb die Gründung von Sippar Utu zu.

## Mythos
Ein in einer semitischen Sprache geschriebener Mythos erzählt von Emmeduranki, der anschließend von den Göttern Šamaš und Adad in den Himmel aufgenommen wurde und die Geheimnisse des Himmels und der Erde lehrte. Emmeduranki lernte insbesondere die Kunst der Wahrsagerei, wie zum Beispiel die Untersuchung von Öl auf Wasser und das Erkennen von Botschaften in der Leber von Tieren sowie das Deuten verschiedener andere göttliche Geheimnisse.